# Simon Fransz van Merwen
Simon (ook Symon) Fransz. van (der) Merwen (april 1548 - Leiden, april 1610) was een Nederlands landmeter, schepen van de stad Leiden, en lector Nederduytsche Mathematique werkzaam aan de Leidse ingenieursschool.

## Levensloop

### Familie
Van Merwen was de zoon van Frans Jacobsz. van Merwen en Neeltje Symonsdr. en zijn vader werkte in 1548 als organist in de kerk. Van Merwens moeder was de dochter van Cornelis Claesz. van Aken, een bekend goudsmid, waard in De Wissel (de plaatselijke bank), en een bekend oudheidminnaar en verzamelaar.

### Vroege carrière

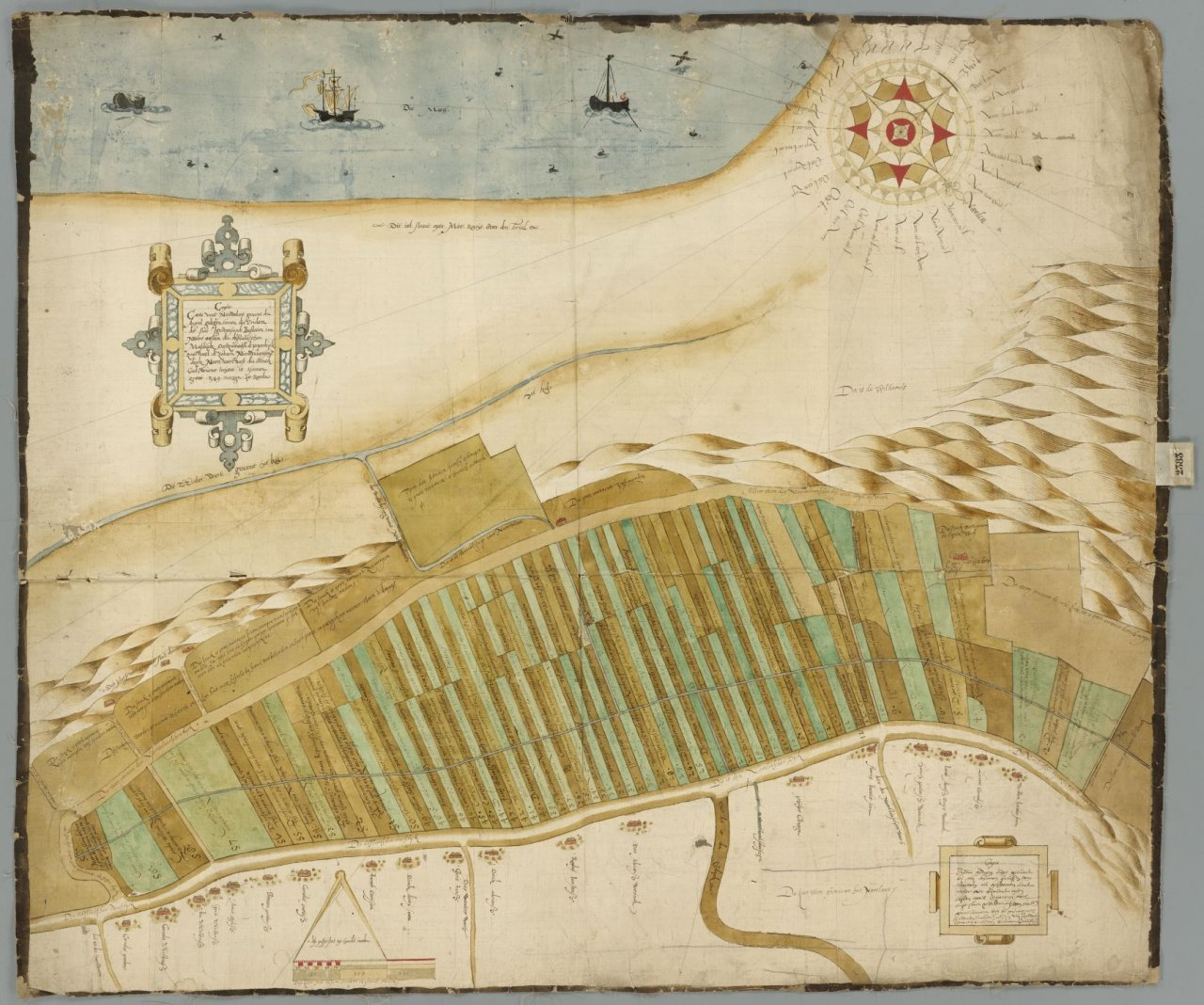
Kaart van de Polder het Nieuwland, 1591

Van Merwen werd bekend als landmeter, en was ook actief als cartograaf. In 1577 kreeg hij in de stad Leiden een aanstelling als een van de twee vestmeesters, en in 1582 werd hij benoemd als tresorier extra-ordinaris. In 1592 trad Van Merwen reeds op als burgemeester.
Rond 1585 gaf hij privélessen aan Jan Pieterszoon Dou, die zich begin 17e eeuw ontwikkelde tot een invloedrijke landmeter. Een andere cartograaf, die hem als een van zijn leermeesters noemde, was Johan Sems. De drie andere namen, die hij noemde waren Ludolf van Ceulen, Samuel Crop en Simon Stevin.

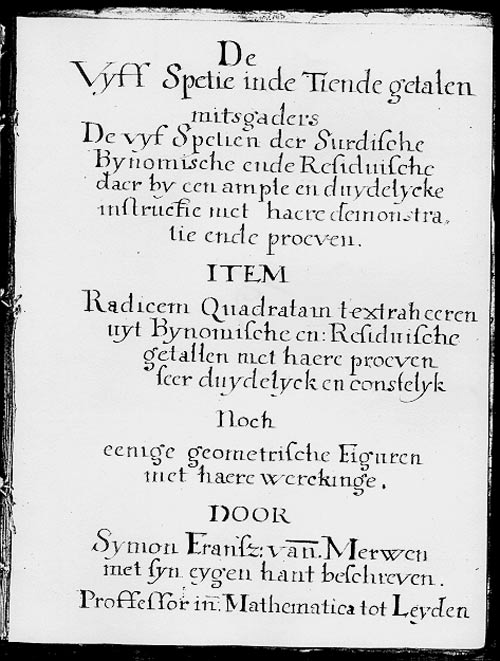
De vijff spetie(n) inde tiende getalen, enige bekende handschrift door Simon Fransz van Merwen.

Als trésorier extraordinaris van Leiden was Van Merwen ook verantwoordelijkheid voor de vestingwerken van de stad. In 1594 vervaardigde hij ook een plan voor de stadsuitbreiding van Leiden, die echter niet is uitgevoerd. Een later plan van Jan Pieterszoon Dou uit 1611 werd wel gerealiseerd.
In 1598 assisteerde Van Merwen Jan van Hout in het maken van een Generalen voet van reductie jegens den penning zestien opdat die eenpaerlicken alomme mocht werden gebruict etc. in opdracht van de Gedeputeerden Staten van Holland en West Friesland. Hij voldeed hieraan met verdere assistentie van Ludolff van Coelen, Mathijs Mintens en Jan Dou.

### Leidse ingenieursschool
Bij de stichting van de Leidse ingenieursschool werd Van Merwen, toen nog "schepen der stad Leyden," op voordracht van Prins Maurits benoemd tot lector Nederduytsche Mathematique. Zijn taak was in het Nederlandsch les te geven in rekenen, landmeten en sterktebouw, en zijn salaris werd vastgesteld op ƒ 400. 
Een van zijn studenten aldaar was Frans van Schooten Sr., die na zijn dood in 1610 het lectoraat aan de Leidse ingenieursschool zou overnemen, en in 1615 ook benoemd werd tot hoogleraar aan de Universiteit Leiden.

## Publicaties
- J. van Hout, S. F. van Merwen, Ludolff van Coelen, M. Minten, en I. Pietersz Dou. Corte onderrichtinge dienende tot het maecken vande reductien vande jaer-custingen tot gereede penningen... volgende tplacaet der heeren Staten... Leiden, 1599 (online)
- Simon Fransz. van Merwen, De vijff spetie(n) inde tiende getalen, mitsgaders de vijff spetien der surdische bynomische ende residuische, daer by een ample en duydelycke instructie met haere demonstratie ende proeve,... c. 1600.

Kaarten
- Symon Fransen van Merwen. Kaart van de Haarlemmermeer, de Liede, Spieringmeer, het Spaarne, het Leidsemeer en penningsveer[dode link]. 1578; Online kaart is copy uit 1870 van Adriaan Justus Enschedé.
- Symon Fransen van Merwen. Kaart van het land den heer van Duivenvoorde liggende in het ambacht van Katwijk[dode link], gedateerd 25 mei 1684.
- Symon Fransen van Merwen. Kaart van den polder het Nieuwland, genaamd den Andel[dode link], ca. 1600
- Symon van Merwen; Jan Jansz Dou; Jacobus Beeltsnyder; Maurits Walraven; Jacob Keyser. Caarte vande polder genaamd het Nieuwe Landt met zyne buyten landen ende gorssinge midsgaders Banck ende Zyp alle daar aan behoorende gelegen ontrent s Gravensande onder 't Sandt Ambaght ... , 1719